# グナエウス・セルウィリウス・ゲミヌス
グナエウス・セルウィリウス・ゲミヌス（ラテン語: Gnaeus Servilius Geminus、 ? - 紀元前216年8月2日）は、共和政ローマの政治家、軍人。第二次ポエニ戦争初期で活躍、サルディニア、コルシカでの海戦でも活躍した。父親は2度（紀元前252年、紀元前248年）執政官を務めたプブリウス・セルウィリウス・ゲミヌスと思われる。

## 経歴
紀元前217年、ゲミヌスは執政官に選出された。ポリュビオスによれば、彼はアリミヌムで指揮を執っていたが、ハンニバルがエトルリアに侵攻したと聞いて同僚のガイウス・フラミニウスとの合流を計画したものの、全軍では間に合わない可能性があるため、足の速い4000の騎兵をガイウス・ケンテニウスに与え支援に向かわせていた。増援が向かっているとの情報を掴んだハンニバルは、マハルバルに一軍を与えて迎撃、半数を殺して残りは捕虜にしたという。
リウィウスは、ケンテニウスはトラシメヌス湖畔の戦いでの敗戦を聞くとウンブリアに向かったが、そこでハンニバルに包囲され捕虜となってしまったとしている。トラシメヌスとこの敗戦の悲報が届いたローマでは、独裁官の選出が求めたられたが、本来指名権を持つ執政官が不在な上、連絡を取るのが容易ではないため、元老院によってクィントゥス・ファビウス・マクシムスが独裁官に選出された。
ゲミヌスはナルニア付近でファビウスの軍と合流して兵を預けると、カルタゴ海軍の動きを封じるよう命じられローマへ帰還した。彼は120隻のローマ海軍を率いてサルディニアとコルシカへ向かい、そこで人質を受け取ると、メニクスを襲い、ケルキナからは襲撃する代わりに賠償金を奪ってアフリカに上陸した。しかし待ち伏せに遇いクァエストルのセンプロニウス・ブラエススが戦死したためシキリアへ帰還すると、艦隊を引き渡してイタリア入りし、独裁官の任期が完了したファビウスのマギステル・エクィトゥム（副官）ミヌキウスの軍を引き継いだ。戦死したフラミニウスの補充執政官マルクス・アティリウス・レグルスと共同してファビウスの持久戦略を堅持し、ハンニバルの不在時のみ攻撃を行い、決して会戦には応じずに年を越した。
翌紀元前216年、ゲミヌスは同僚のレグルスと共にプロコンスルとしてインペリウムを延長された。ゲミヌスはこの年の執政官ルキウス・アエミリウス・パウルスの指示を守り、カルタゴ軍との小競り合いに徹した。しかしカンナエの戦いに参加し、中央で指揮を執っていた彼は戦死した。

## 参考資料
- T. R. S. Broughton (1951, 1986). The Magistrates of the Roman Republic Vol.1. American Philological Association